# 寺嶋裕二
寺嶋 裕二（てらじま ゆうじ、1974年5月10日 - ）は、日本の漫画家。香川県仲多度郡まんのう町出身。血液型はO型。

## 略歴
- 大学在学中に読んだ髙橋ヒロシ『クローズ』に影響を受け漫画家になることを決意。
- 大学卒業後上京し、最初の1年は警備員などのバイトをしながら持ち込みを繰り返し、月例賞（MGP（マガジングランプリ））にて奨励賞を受賞。
- 第61回、第62回週刊少年マガジン新人漫画賞でともに佳作を受賞し、1999年に62回受賞作『メンバー』で『マガシンFRESH』よりデビュー。
- 2002年から『マガジンSPECIAL』にてテニス漫画『GIANT STEP』を2年間にわたり連載。
- 『週刊少年マガジン』にて2003年42号「橋の下のバットマン」（野球漫画）、2005年36・37合併号「幻の甲子園」（野球ドキュメント漫画）の読み切り掲載を経て、2006年5月より『ダイヤのA』を連載開始。
- 『ダイヤのA』で第53回（平成19年度）小学館漫画賞少年向け部門、第34回（平成22年度）講談社漫画賞少年部門を受賞。

## 人物
- 小・中・高校と野球に熱中していた。香川県立善通寺第一高等学校時代は左利きだったため2年まで一塁手で、3年からは外野手で5番を打っていた。練習試合では投手もやっていた。2年夏の香川予選でベスト4、3年夏は2回戦敗退。なお高校時代のエピソードは単行本の折り返しに掲載されている。
- 妻は同じく漫画家の岡田有希[1]。1児の父。妻の作品『さよならしきゅう』の作中では、本人として描かれている。
- 2020年5月にダイヤのAの作品公式X（旧Twitter）アカウントを通じて、検察庁法改正案への抗議を表明している[2]。

## 作品リスト

### 連載
- GIANT STEP（『マガシンFRESH』、全4巻）
- ダイヤのA（『週刊少年マガジン』、全47巻）
- ダイヤのA actII（『週刊少年マガジン』、全34巻）
  - ダイヤのA actII 外伝 帝東VS.鵜久森（『週刊少年マガジン』2025年4・5合併号[3] - 2025年14号[4]）

### 読み切り
- KING'S ROAD（『ヤングマガジン増刊 カケヒキ』）[5]

### イラスト
- さよなら絶望先生（エンドカード‐11話）
- 山田くんと7人の魔女（エンドカード - 8話）
- UQ HOLDER! 〜魔法先生ネギま！2〜（エンドカード - 8話）

## 師匠
- 綾峰欄人
- 井上正治
- 寺沢大介

## アシスタント
- 恵広史
- 大羽隆廣
- 岡田有希
- 宮島礼吏
- 高本ヨネコ